# Zimbabwe i olympiska sommarspelen 2004
Zimbabwe i olympiska sommarspelen 2004 bestod av 12 idrottare som blivit uttagna av Zimbabwes olympiska kommitté.

## Friidrott
Herrarnas 200 meter
- Brian Dzingai
  - Omgång 1 — 20.72 s (→ 4:a i heat 3, kvalificerad)
  - Omgång 2 — 20.87 s (→ 5:a i heat 2, gick inte vidare, 23:a totalt)

Herrarnas 400 meter
- Lewis Banda
  - Omgång 1 — 45.37 s (→ 2:a i heat 5, kvalificerad)
  - Semifinal — 45.23 s (→ 4:a i semifinal 1, gick inte vidare, T-9:a totalt)
- Young Talkmore Nyongani
  - Omgång 1 — 46.03 s (→ 3:a i heat 6, gick inte vidare, 27:a totalt)
- Lloyd Zvasiya
  - Omgång 1 — 47.19 s (→ 6:a i heat 1, gick inte vidare, 45:a totalt)

Herrarnas maraton
- Abel Chimukoko
  - 2:22:09 (→ 48:a plats)

Damernas 100 meter
- Winneth Dube
  - Omgång 1 — 11.56 s (→ 6:a i heat 2, gick inte vidare, 39:a totalt)

## Tennis
| Spelare                   | Gren       | Omgång 1                     | Omgång 2                                 | Åttondelsfinaler              | Kvartsfinaler                    | Semifinaler       | Final / BM        | Final / BM       |
| Spelare                   | Gren       | Motståndare Poäng            | Motståndare Poäng                        | Motståndare Poäng             | Motståndare Poäng                | Motståndare Poäng | Motståndare Poäng | Placering        |
| ------------------------- | ---------- | ---------------------------- | ---------------------------------------- | ----------------------------- | -------------------------------- | ----------------- | ----------------- | ---------------- |
| Wayne Black Kevin Ullyett | Herrsingel | i.u.                         | Clément / Grosjean (FRA) W 5–7, 6–4, 9–7 | Sá / Saretta (BRA) W 6–3, 6–4 | Bhupathi / Paes (IND) L 4–6, 4–6 | Gick inte vidare  | Gick inte vidare  | Gick inte vidare |
| Cara Black                | Damsingel  | Pisnik (SLO) W 6–3, 5–7, 6–4 | Rubin (USA) L 4–6, 6–3, 3–6              | Gick inte vidare              | Gick inte vidare                 | Gick inte vidare  | Gick inte vidare  | Gick inte vidare |